# Velencei szenátus
A Velencei Szenátus (olaszul: Consiglio dei Pregadi), a Velencei Köztársaság egyik fontos intézménye volt. Az 1229-es alkotmánymódosításnak köszönhetően jött létre, és egészen a Serenissima bukásáig fennállt. Szerepe a történelem folyamán többször megváltozott, leginkább tanácsadói hatásköre volt, amely egyaránt birtokolt végrehajtói és törvényhozói jegyeket.

## A Szenátus kialakulása
Consilium rogatorum néven alakult meg első ízben 1229 után. A Nagytanács egyik választott bizottságából alakult ki a Szenátus független szervezete. A bizottság eredetileg a kereskedelmi és hajózási ügyek törvénykezését és felügyeletét látta el, valamint segítette a dózse döntését ezen ügyekben. A dózsei eskü átalakításakor módosított alkotmány szövegébe már független állami intézményként emlékeztek meg a Szenátusról, amely létrejöttekor a hat városnegyedre tekintettel 60 főből állt, de később 300 főre emelkedett. A Szenátusnak kialakult egy szűkebb, irányító szervezete, a Zonta, amely valójában a Szenátus tanácsadó szerveként működött. A Zonta 1363-ban alakult meg, és eleinte húsz tagja volt, majd hatvanra bővült a 17. század közepére. 

## A Szenátus tagjai
A Szenátus tagjait Velencében nem szenátoroknak, hanem pregadiknak nevezték. A szó felkérteket jelent, és arra utalt, hogy a Szenátus tagjait a Nagytanács választotta meg saját soraiból. Miután a Nagytanács döntően arisztokratikus befolyásoltságúvá vált, ezért nem csoda, hogy mindössze az elsőként hatvan fővel megalakult Szenátusban volt esély arra, hogy a nemeseken kívül más társadalmi osztályok is részt vegyenek a szervezet munkájában. A pregadikon kívül a Zonta tagjai is a Szenátushoz tartoztak, és később választástól függetlenül hivatalból is tagjává lehetett válni. Elsőként a dózse és kormánya, majd a Quarantia, a Tízek Tanácsa, a procuratorok, az avvogadorok, a bírók és a provinciák vezetői is a Szenátus tagjaivá váltak. 1473-tól kezdve a dózse fiai, unokaöccsei és testvérei is a testület tagjaivá váltak. A felduzzasztott létszámú Szenátus több csoportra oszlott, aszerint hogy tagjai milyen jogon kerültek be a tanácsba. A legnagyobb hatalma a pregadiknak volt, vagyis azoknak, akiket a Nagytanács választott ki. Csak nekik volt szavazati joguk az egyes kérdések eldöntésében. A különböző állami hivatalok, tanácsok küldöttjei külön blokkokban vehettek részt a vitákon, és mindössze előterjesztési és beleszólási jogkörrel rendelkeztek.

A Szenátus tagjai kizárólag harmincadik életévüket betöltött személyek lehettek, és az is kikötés volt, hogy egy családból maximum öt személy vállalhat hivatalt a Szenátusban. A Nagytanáccsal ellentétben a végrehajtói hatalomra összpontosító Szenátusban ezt be is tartották. A tagokat újraválaszthatták. Az egyenlőtlen jogok miatt a Szenátus csak akkor volt határozatképes, ha legalább négy állami tanács képviselői, egy avvogador és hetven szavatképes pregadi jelen volt az ülésen. A viták rendjét nem a dózse elnökletével folytatták le, hanem a Savio della Settimana, azaz a Bölcsek Tanácsának elnökének volt feladata az ülés vezetése. A pregadik szavazatainak egyszerű többsége elég volt egy határozat elfogadásához, és 1294-től kezdve a Szenátus döntései dekrétum formában azonnal a Nagytanács törvényeivel azonos érvényben léphettek életbe. 

## A Szenátus feladatköre
Eredetileg a Szenátus a hajózási és kereskedelmi ügyek intézésével és ezen területek tanácsadásával foglalkozott. Megalakulásakor örökölt bírói jogkörét szinte azonnal feladta, ehelyett egyre nagyobb területet hasított ki a gazdaság és a külpolitika irányításából. Lassan a köztársaság külpolitikája, kereskedelme, hajózása és pénzügyei teljes mértékben a Szenátus hatáskörébe kerültek. A 16. századtól kezdve a tengerek fölötti közigazgatás is a Szenátus feladata lett. Nemzetközi szerződéseket köthetett, vezette és felügyelte a hadviselést valamint a kolóniák igazgatását. A Szenátus döntött az oktatás, egészségügy, a hivatalok működése és a vámügyek felől, de beleszólása volt a belpolitika egyéb területeibe is valamint az egyházi kérdésekbe. Gazdasági hatalma is kiemelkedő volt. A Szenátus kezelte az állami bevételeket, kölcsönöket folyósíthatott és a pénzverés monopóliuma is ehhez az intézményhez tartozott.

A fentiekből is kitűnik, hogy a korabeli Szenátus a Serenissima egyik legnagyobb hatalmú intézményévé vált. Tagjai tisztában voltak kiemelkedő hatalmukkal, és lassan nem officialesnak nevezték magukat, azaz hivatalnokoknak, hanem rectoresnek, azaz kormányzónak. A kiemelkedően fontos jogállást csak megerősítette az az 1498-ig fennálló törvény, miszerint egyedüliként tiltakozási joga volt a Tízek Tanácsának határozatai ellen.